# Casamitjana Mensa
Casamitjana Mensa és una empresa del sector químic dedicada a la fabricació de lleixiu fundada originalment a Catalunya, actualment propietat de la multinacional alemanya Henkel. És coneguda per ser la creadora dels lleixius Conejo, Neutrex i Estrella. Va ser fundada el 1889 per Salvador Casamitjana i Mensa i ben aviat va assolir molt d'èxit per la capacitat blanquejadora i antisèptica del seu producte. A partir de la dècada del 1910 va començar a obrir sucursals a la resta de l'estat i va esdevenir societat anònima el 1923. Amb el pas dels anys va anar creixent i creant nous productes i va acabar sent adquirida primer per l'americana Clorox el 1977 i per la seva actual propietària el 1985.

## Fundació
L'empresa va ser fundada per Salvador Casamitjana i Mensa el 1889 a Sants. Inicialment el lleixiu es venia a granel distribuït en carros arreu del país i ben aviat va esdevenir un producte molt valorat per la seva capacitat de blanqueig i de desinfecció i el seu baix cost. El lleixiu va tenir molta importància en l'àmbit sanitari com a desinfecció de les aigües i com antisèptic, especialment durant la Primera Guerra Mundial.

## Evolució
El primer lleixiu comercialitzat s'anomenava Conejo-Estrella, però ben aviat va perdre el segon apel·latiu. L'èxit del producte va portar-lo a obrir una fàbrica al barri de les Mallorquines de Montgat, a la carretera de França, tot i que es prolongava fins a terrenys de Badalona.
Amb l'èxit també es va deixar de vendre a granel i va passar-se a embotellar en ampolles de vidre i a etiquetar les mateixes. En un moment en què encara hi havia un gran analfabetisme, Salvador Casamitjana va encarregar el logotip comercial a l'artista Apel·les Mestres, que va dissenyar un conill que era fàcil d'identificar i ràpidament es va associar l'animal al lleixiu i es va convertir un símbol publicitari a Espanya. La imatge, que mostra uns conills fent la bugada, va ser registrada el 1901.
El 1910 va obrir la seva primera sucursal fora de Catalunya a la ciutat de Saragossa, i durant la dècada següent en va obrir a Bilbao (1920) i Gijón (1923). Progressivament, l'empresa va anar creixent i incorporant noves marques. El 1923 va heretar la fàbrica el fill del fundador, Lluís Casamitjana i Tomàs, que la va convertir en societat anònima. A la seva mort el 1950 sense descendència, l'empresa va anar passant per mans de diversos familiars. Durant aquest període, l'empresa va passar d'embotellar en envasos de vidre retornable a envasos de plàstic i el 1972-1973 va ser pionera en la creació d'un lleixiu específic per a roba, Neutrex, que va irrompre amb força al mercat.

## Compra
La família Casamitjana va mantenir l'empresa fins a 1977, quan va ser venuda a la californiana Clorox, líder del mercat americà de lleixius. Ja en mans de la nova dels nous propietaris, l'empresa va continuar sent capdavantera, apareixent els primers anuncis de televisió de lleixiu el 1978, i llançant nous productes com Estrella el 1984, el primer lleixiu netejador, en observar que els compradors acostumaven a afegir detergent al lleixiu, i recuperant el nom que antigament havia dut el seu lleixiu.
Des de 1985 l'empresa pertany a la multinacional Henkel i és líder en la comercialització de lleixiu a Espanya amb les seves tres marques, a més de comercialitzar nous productes com els lleixius perfumats, que van aparèixer als anys 90.
Pel que fa a la fàbrica de Montgat, aquesta va tancar el 1990 i l'edifici va ser enderrocat el 1995. Henkel va anar centralitzant mica en mica tots els seus centres de producció a Montornès del Vallès.